# Krizma

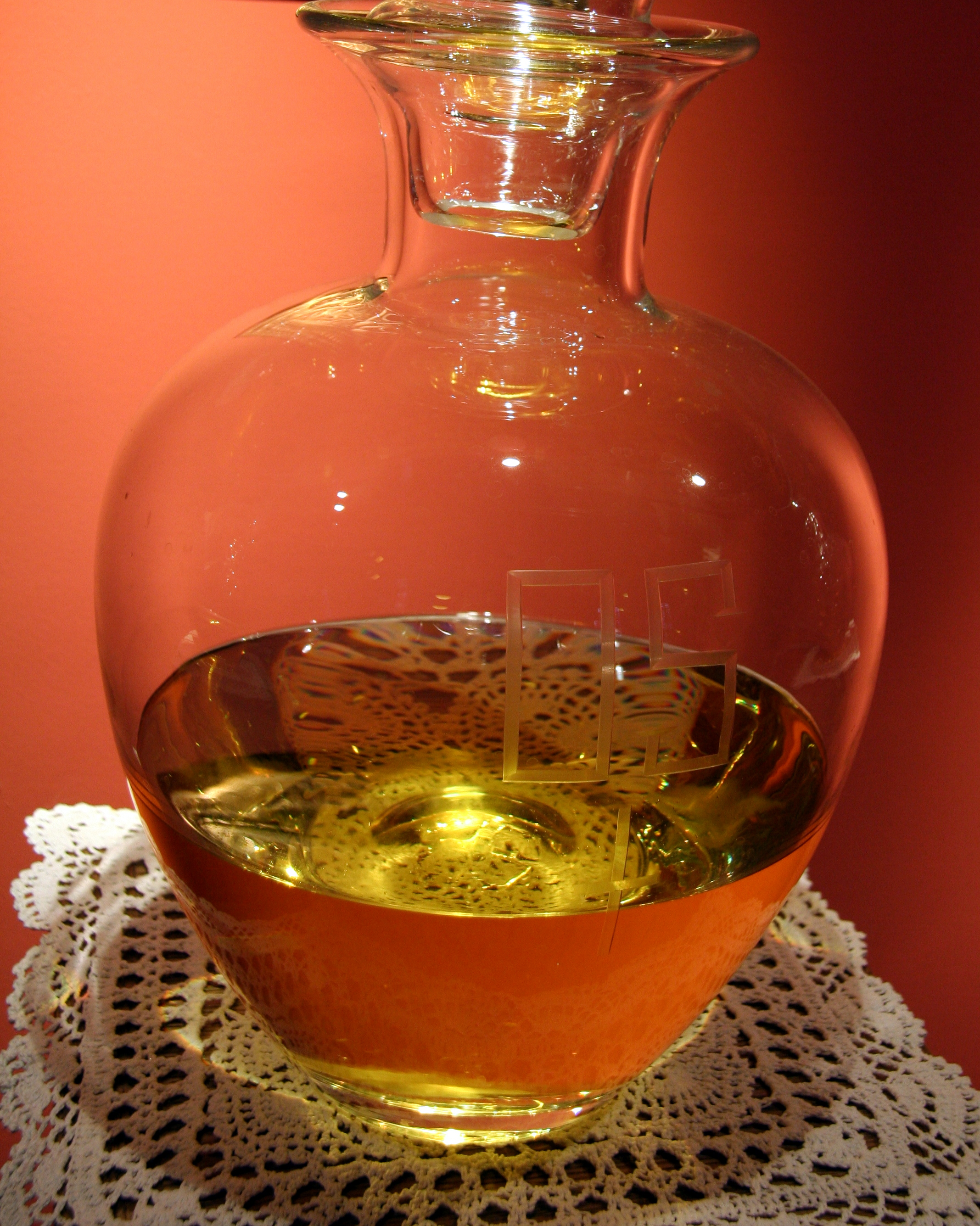
Krizma (Oleum Sanctum vagy Santa Chrisma)

A krizma (görög: χρῖσμα khrizma = kenet) olívaolaj és balzsam megszentelt keveréke bizonyos keresztény egyházakban. 
A római liturgiában nagycsütörtöki mise alatt 12 áldozópap és hét szerpap segédletével a püspök szenteli meg, így lesz a bérmálás anyaga. Krizmát használnak azokhoz a szertartásokhoz, amelyeket püspöknek kell elvégeznie. Külön pápai engedélytől eltekintve a nyugati egyház áldozópapjai csak a keresztvíz szentelésénél és a keresztség szentségénél használhatják.